# توقيت إيطاليا
إيطاليا بالتناوب بين توقيت وسط أوروبا (بالإيطالية:Tempo dell'Europa Centrale, UTC+01:00) والتوقيت الصيفي لأوروبا الوسطى (بالإيطالية:Orario Estivo dell'Europa Centrale, UTC+02:00), لأنها تتبع التوقيت الصيفي الأوروبي إجراء التوقيت الصيفي السنوي. على هذا النحو ، تبدأ إيطاليا في مراقبة التوقيت الصيفي لأوروبا الوسطى في الساعة 02:00 بتوقيت وسط أوروبا يوم الأحد الأخير من شهر آذار وتعود إلى توقيت وسط أوروبا في يوم الأحد الأخير من شهر أكتوبر منذ عام 1996.